# Lamnay
Lamnay település Franciaországban, Sarthe megyében. Lakosainak száma 920 fő (2022. január 1.). Lamnay Saint-Jean-des-Échelles, Montmirail, Champrond, Vibraye, Lavaré, Saint-Maixent és Cormes községekkel határos.

## Népesség
A település népességének változása:
| Lakosok száma | 947  | 962  | 992  | 957  | 945  | 932  | 925  | 916  | 920  |
|               | 2013 | 2015 | 2016 | 2017 | 2018 | 2019 | 2020 | 2021 | 2022 |